# Brookline (Massachusetts)
Brookline város az USA Massachusetts államában, Norfolk megyében. Lakosainak száma 63 191 fő (2020. április 1.).
A város nevezetes szülöttje John Fitzgerald Kennedy amerikai elnök.

## Népesség
A település népességének változása:
| Lakosok száma | 484  | 58 732 | 59 180 | 63 191 |
|               | 1790 | 2010   | 2019   | 2020   |